# Bossacucanova
Bossacucanova est un groupe musical brésilien, originaire de Rio de Janeiro, qui mêle des éléments traditionnels de bossa nova avec de la musique électronique.

## Histoire
Le groupe est particulièrement connu pour avoir été nommé au Latin Grammy en 2002 pour leur album Brasilidade dans la catégorie Meilleur album de pop brésilienne contemporaine. Leur œuvre Nossa Onda É Essa (Coqueiro Verde/Six Degrees) atteint le sommet du iTunes World Chart aux États-Unis le deuxième jour de sa sortie et la position convoitée de Today's Top Tune sur KCRW, la plus grande station de radio universitaire de Californie, avec la chanson Balança! Can't Stop.
Les disques du groupe font participer des groupes et artistes tels que Adriana Calcanhotto, Zuco 103, Os Cariocas, Lulu Santos, Rita Lee, Léo Gandelman, Jota Quest, Wanda Sá, Elza Soares, Trio Mocotó, Maria Rita, Emílio Santiago, Eliane Elias, Teresa Cristina, Claudia Telles, Marcos Valle, Ed Motta, Oscar Castro-Neves et Simoninha. Sur scène, ils sont rejoints par Cris Delanno (chant, flûte et claviers), le guitariste Flávio Mendes, le saxophoniste Rodrigo Sha et le percussionniste Dado Brother.
En 2016, ils sortent un best-of chez Industria Brasileira et Six Degrees Records. En 2019, ils sortent l'album Bossa Got the Blues.

## Style musical
All About Jazz considère leur style musical comme suit : « en écoutant BossaCucaNova, on a l'impression d'être au volant d'une superbe voiture de sport italienne par un dimanche après-midi tranquille et ensoleillé »

## Discographie
- 1999 : Revisited Classics
- 2001 : Brasilidade
- 2004 : Uma Batida Diferente
- 2009 : Ao Vivo (CD-DVD)
- 2012 : Nossa onda é Essa!
- 2014 : Our Kind of Bossa
- 2016 : Best of
- 2019 : Bossa Got the Blues